# Crelan-Corendon
Crelan-Corendon is een Belgische wielerploeg, gespecialiseerd in het veldrijden. Het UCI Cyclocross Team staat onder het management van broers Philip en Christoph Roodhooft en werd in 2019 opgericht als vrouwenteam rond wereldkampioene Sanne Cant onder de naam IKO-Crelan. In 2022 ging de ploeg verder onder de naam Crelan-Fristads met ook een volledig mannenteam. Laurens Sweeck werd het boegbeeld van de ploeg. Hij won de Wereldbeker veldrijden 2022-2023.  Sinds 2023 heet de ploeg Crelan-Corendon.

## Veldrijders

### Kampioenen
Door ploegleden gewonnen klassementen en truien, inclusief (gedragen) truien, die voordat de renner in de ploeg kwam zijn gewonnen.
Elite
- Sanne Cant  (2019)  (2019), 2020, 2021, 2022, 2023, 2024
- Laurens Sweeck  Wereldbeker 2022-2023
- Sara Casasola  (2024)
- Marion Norbert-Riberolle  2025

Beloften
- Joran Wyseure  (2022)
- Emiel Verstrynge  2022,  (2022)
- Mees Hendrikx  2022

### Huidige ploegleden
Op chronologische volgorde.
 Sanne Cant (2019-2025)
 Manon Bakker (2021-heden)
 Aaron Dockx (2022-heden)
 Marion Norbert Riberolle (2022-heden)
 Laurens Sweeck (2022-heden)
 Emiel Verstrynge (2022-heden)
 Joran Wyseure (2022-heden)
 Toon Vandebosch (2023-heden)
 Witse Meeussen (2023-heden)
 Inge van der Heijden (2023-heden)
 Xaydée Van Sinaey (2023-heden)
 Sara Casasola (2024-heden)

### Voormalige ploegleden
Loes Sels (2019-2020)
 Karen Verhestraeten (2019-2021)
 Lennert Belmans (2020-2022)
 Julie De Wilde (2020-2023)
 Yara Kastelijn (2021-2023)
 Timo Kielich (2021-2023)
 Marthe Truyen (2021-2023)
 Millie Couzens (2022-2023)
 Mees Hendrikx (2022-2024)

## Ploegnamen
| Jaar      | Naam            | UCI-code |
| --------- | --------------- | -------- |
| 2019-2020 | IKO-Crelan      | IKC      |
| 2020-2021 | IKO-Crelan      | IKC      |
| 2021-2022 | IKO-Crelan      | IKC      |
| 2022-2023 | Crelan-Fristads | CRF      |
| 2023-2024 | Crelan-Corendon | CCO      |
| 2024-2025 | Crelan-Corendon | CCO      |